# Tervo (ö i Nordöstra Savolax, lat 62,86, long 28,22)
Tervo är en ö i Finland. Den ligger i sjön Riistavesi och i kommunen Tuusniemi i den ekonomiska regionen  Nordöstra Savolax ekonomiska region  och landskapet Norra Savolax, i den centrala delen av landet, 300 km nordost om huvudstaden Helsingfors. Öns area är 0,2 hektar och dess största längd är 60 meter i sydöst-nordvästlig riktning.